# 日本婦人有権者同盟
日本婦人有権者同盟（にほんふじんゆうけんしゃどうめい、The League of Women Voters of Japan）は、日本の女性権利団体、政治教育団体。1945年11月3日に市川房枝らが中心となり「新日本婦人同盟」として設立された。市川の公職追放解除後の1950年11月19日、日本婦人有権者同盟に改称した。「理想選挙」「ストップ・ザ・汚職議員」をスローガンに掲げ、市民団体と共同して活動を繰り広げたことで知られる。2016年4月に解散。

## 沿革

### 戦後対策婦人委員会

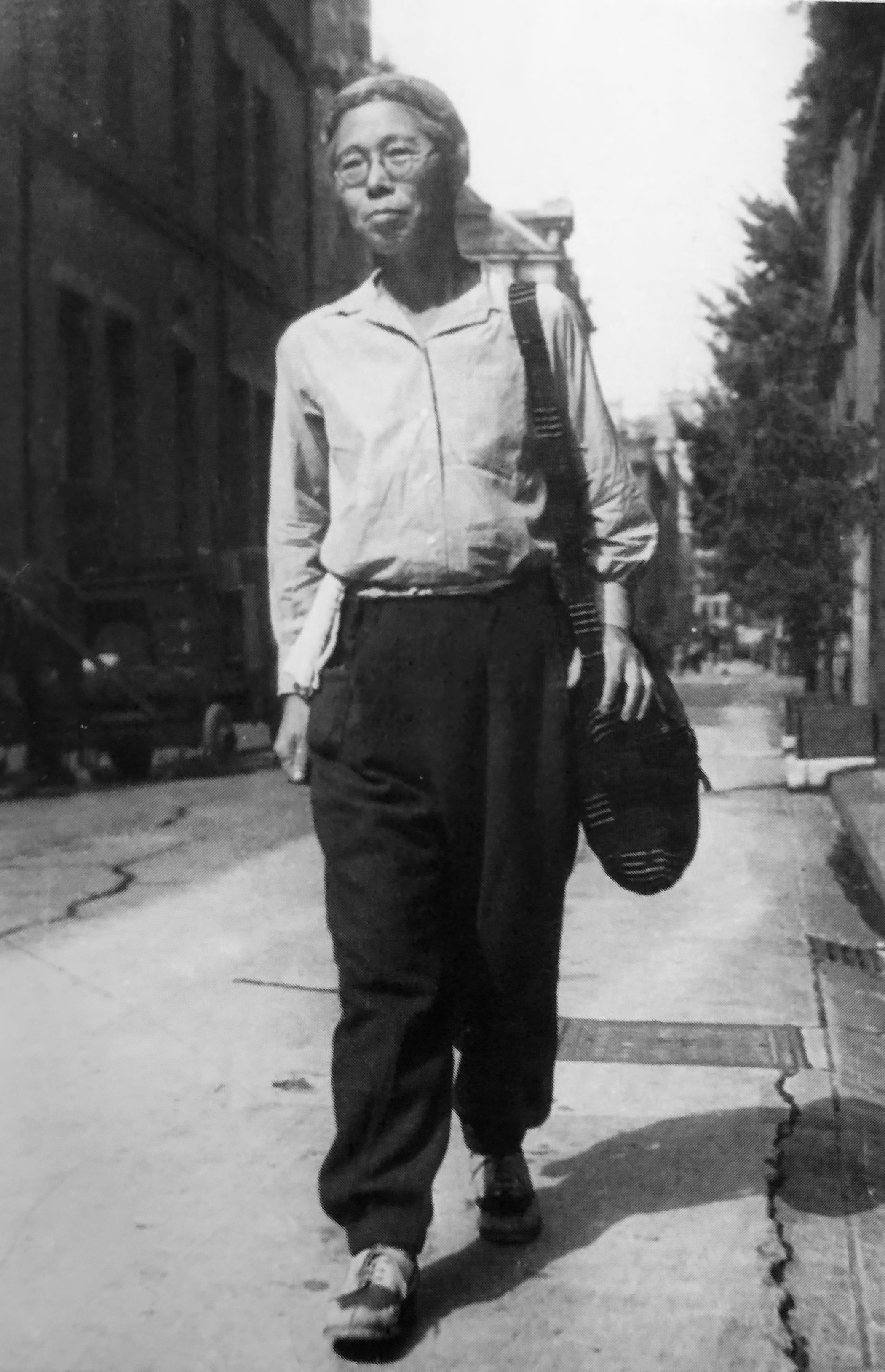
終戦直後の市川房枝

1944年6月、市川房枝は婦人問題研究所の図書資料を抱え東京都南多摩郡川口村（現・八王子市）に疎開した。開墾の鍬をふるっていた1945年7月終わりから8月初めにかけのある日、アメリカ軍が艦載機を飛ばしてまいた一枚の紙きれを拾った。紙きれには、日本語訳のポツダム宣言が書かれてあった。その一節に「日本国政府は日本国国民の間における民主主義的傾向の復活強化に対する一切の障害を除去すべし」とあった。民主主義とは男女平等、いわずもがな婦人参政権を意味する、と市川は思った。そして次のように決意したという。「占領軍から命令される前に、我々の手で、日本政府自らの手で婦人参政権を決めなければならない」
1945年8月15日、東京で焼け残った部屋を貸してもらう交渉をしていた長田幹彦の家で、市川は玉音放送を聞いた。同月18日まで東京に滞在。郵便も交通機関も復旧していなかったが、身近にいた人々とともに仲間集めに奔走した。8月25日には「戦後対策婦人委員会」が組織された。委員会メンバーには市川のほか、久布白落実、山高しげり、赤松常子、奥むめお、羽仁説子、藤田たき、山室民子、河崎なつ、村岡花子、鶴見和子、深尾須磨子ら計72人が名を連ねた。同年9月11日、初会合が開かれ40人あまりが出席。9月24日、総会が開かれ、「勤労」「風紀・教養」「生活」「援護」「政治」「文化」6つのテーマの小委員会をそれぞれつくることが決まった。市川は政治小委員会の責任者に就き、同責任者として政府・与党に5項目の婦人参政権を要求した。さらに参政権運動のための新しい婦人団体の結成を提唱した。10月11日，連合国軍最高司令官ダグラス・マッカーサーは幣原喜重郎首相に対し口頭で、選挙権賦与による女性解放などを含む「五大改革指令」を発した。戦後対策婦人委員会は10月26日付で解散した。

### 新日本婦人同盟

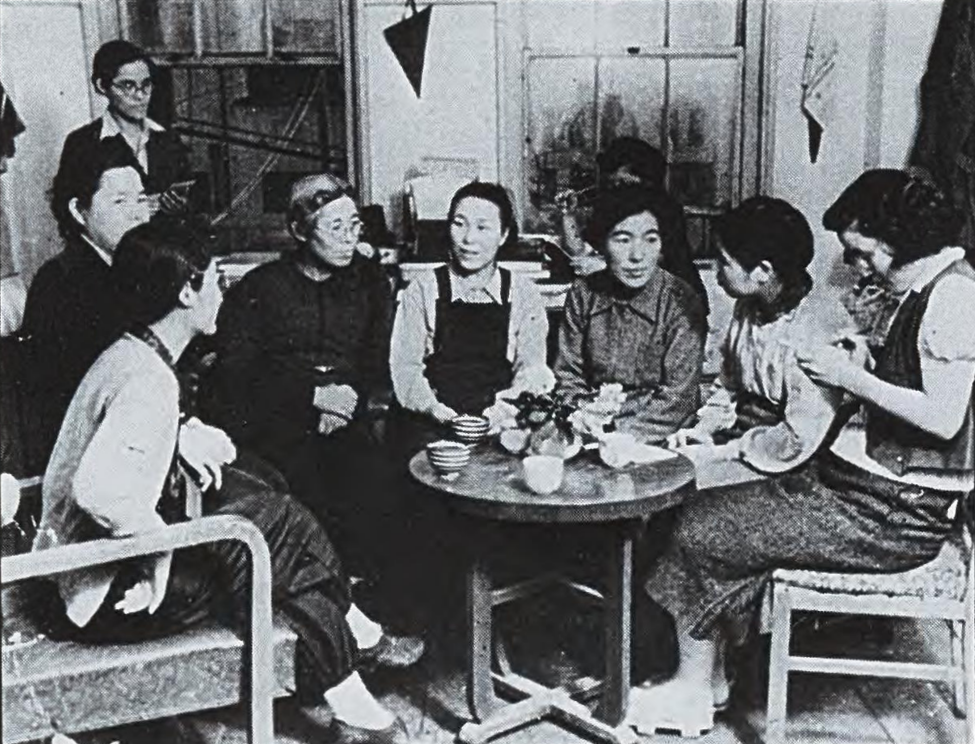
新日本婦人同盟の仮事務所にて。右から吉岡万里子、一人おいて虎谷喜恵子、一人おいて市川房枝。左隅で椅子に座っているのが大坪英子。奥で立っているのが斉藤きえ。1945年11月撮影。

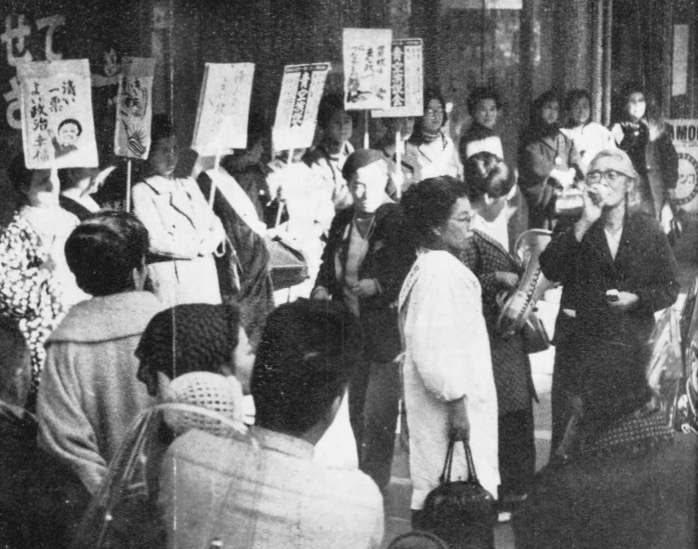
選挙啓発のため日本婦人有権者同盟は全国各地で青空演説会を行った。マイクを持つ市川房枝。1967年1月22日、静岡市にて。

日本婦人有権者同盟と主婦連合会のメンバー（1967年）

1945年11月3日、戦後対策婦人委員会の政治小委員会が母体となり、「新日本婦人同盟」が結成された。神田一ツ橋の帝国教育会館で創立大会が開かれ、大会にはGHQのエセル・ウィード（Ethel Weed）中尉も傍聴に来ていた。全国から約180人が集まり、市川が初代会長に選出された。
1946年12月8日と9日、渋谷区代々木の婦選会館の竣工を記念して、新日本婦人同盟と婦人問題研究所が共同で「婦選運動展覧会」を開催した。
1947年3月24日、市川が公職追放を受け、会長を辞任。後任には藤田たきが就いた。同年6月、公職追放に伴い、事務所を代々木の婦選会館から世田谷区に移転。
1950年10月13日、市川の公職追放が解除される。同年10月30日、事務所が婦選会館に復帰。11月19日、団体名を「日本婦人有権者同盟」に改称。市川は会長に復帰し、藤田は副会長となった。
1951年9月のサンフランシスコ平和条約締結後の逆コースの中で、家族制度復活や公娼制度復活に対する反対運動を展開した。議員定数不均衡是正訴訟や企業・団体の政治献金禁止を提唱し、運動を通じて公職選挙法や政治資金規正法の改正に寄与した。
1966年12月21日、「黒い霧事件」による茨城県警の捜査が本格的に行われたことを受け、茨城県議会は自主解散した。日本婦人有権者同盟は1967年1月6日、7日、出直し選挙啓発のため、水戸市、勝田市、日立市などで青空演説会を行った。県議選の投票日にあたる1月8日、県警は道路使用許可を下ろさず、自治省と警察庁は青空演説会を禁止した。これらの措置に屈せず抗議を続け、禁止解除後の13日から演説会を再開した。同年1月8日に第31回衆議院議員総選挙が公示されると、やはり同様に各地で青空演説会を行った。
1967年2月18日、社会党書記長の成田知巳と党教育宣伝局長の高沢寅男は市川を訪ね、東京都知事選挙における出馬要請をかたくなに断る美濃部亮吉に立候補を促すことを頼んだ。美濃部が要請を正式受諾した2月25日、市川は美濃部応援のため、会長辞意を表明。2月28日、緊急常任委員会は市川の辞表を受理し、近藤真柄が会長代理に就任した。
同年2月28日、青空演説会が評価され、日本婦人有権者同盟は朝日新聞社の「明るい社会賞」を受賞した。
同年4月15日、都知事選が執行され、美濃部が初当選した。5月27日、28日に行われた総会で市川が会長に選出された。
1970年4月25日、26日に行われた総会で近藤真柄が会長に選出された。
1980年4月18日、19日に行われた総会で紀平悌子が会長に選出された。
1981年2月11日、市川が死去。市川の没後は紀平会長の下、平和運動、護憲運動、脱原発の活動を推進した。
1986年4月4日、5日に行われた総会で本尾良が会長に選出された。1987年2月3日、本尾は会長を辞任。同年4月26日に行われた練馬区長選挙に、本尾は社会党・共産党・社民連の推薦を得て立候補するも、自民党・公明党・民社党の推薦を得た岩波三郎に敗れた。
2016年4月、会員の高齢化や会員数の減少により解散した。